# Marie Borrelli
Pour les articles homonymes, voir Borrelli.
Marie Borrelli (née au XXe siècle-), est une réalisatrice et scénariste française d'origine niçoise. 

## Biographie
Pendant ses études en sciences physiques à Nice Marie Borrelli réalise un premier film : un dessin animé Ailleurs organisé par l’atelier de la Cinémathèque de Nice.
L'année suivante, elle entre à l'école de cinéma l’Insas, en Belgique en section Réalisation. Elle en sort diplômée 4 ans plus tard en ayant réalisé 3 courts-métrages de fiction en 16 mm, dont Nature morte avec femmeavec Simone Barry, comédienne issue du Théâtre royal de Belgique.
Puis elle met en scène Rouge et Mimosa, un moyen-métrage qui aborde le thème du sida à travers le regard d'un enfant et dont les principaux acteurs sont Féodor Atkine, Arnaud Viard et Olivier Pajot.
Avec La vie cachée des nounours court métrage humoristique diffusé sur Canal+ sur notre relation aux doudous, elle mélange fiction et documentaire, le film jouant avec des témoignages réels et des improvisations d'acteurs, comme Manuel Durand ou Ludovic Pinette. 
Par sa forme narrative proche du photojournalisme avec Lila (1988/2000), Marie Borrelli poursuit cette idée de mélange entre les genres. Ce film, tiré d'un fait réel, est un court-métrage engagé contre le tourisme sexuel des enfants avec la comédienne belge Patrizia Berti et le comédien metteur en scène Alain Farrès.
Activement impliquée dans la lutte contre la pédophilie, elle confie la réalisation du film Le silence d'abord... dont elle a écrit le scénario et qui traite de ce sujet au réalisateur Pierre Filmon. Ce film sera sélectionné à plus de 15 festivals (Festival international du court métrage de Clermont-Ferrand, Metz, St Benoît de la Réunion, Rome, Cologne, Uppsala, Sousse, Rimouski, Pordenone, Tasmanie etc.) 
Elle poursuit sa carrière, oscillant entre séries télévisées documentaires ou de fiction comme 5 sœurs et le documentaire d'auteur.
Pour le documentaire Sans papiers ni crayon, elle s'engage dans la défense des enfants sans papiers et lutte pour leur scolarisation avec RESF. Elle passe de longs mois auprès de la communauté ROMS vivant dans les bidonvilles d'Ile de France. Ce film obtient le Prix spécial du Grand Jury au Festival du film d'éducation d'Évreux ainsi que la Bourse Brouillon d'un rêve de la Scam.
Avec Une journée sur la plage, film documentaire sur la seconde guerre mondiale, elle aborde une nouvelle fois les thèmes de la mémoire et de l'enfance mais sous un prisme différent. Ce film a été tourné à Nice, sur la plage du Negresco et diffusé sur France 3.
En suivant le jeune auteur de BD, Alexandre Clérisse, ou la plasticienne Marie-Laure Morin, elle filme les difficultés de la création pour son documentaire Les nouveaux artistes également diffusé sur France 3.
Avec son dernier film, un long-métrage documentaire L'avenir du passé, Marie s'engage dans la défense du patrimoine rural religieux et renoue avec ses thèmes de prédilections, comme la sauvegarde de notre mémoire commune. Le film a été tourné dans l'arrière-pays niçois dans les villages riches en patrimoine religieux comme La Brigue, Guillaumes, Moulinet, Roubion, Roure, Saorge, Tende, Venanson, Villars-sur-Var etc.

## Filmographie

### Cinéma
- 2020 - L'avenir du passé[11]

### Documentaires
- 2010 - Les Nouveaux Artistes
- 2007 - Une journée sur la plage
- 2006 - Sans papiers ni crayon
- 2004 - Jacob en Allemagne
- 2004 - Bienvenue dans mon pays
- 2003 - Serkan
- 2003 - L'école est finie

### Série Télévisée
- 2008 : Cinq sœurs - épisodes  99 à 108

### Courts-Métrages
- Le silence d'abord (scénario)
- Lila(1988-2000)
- La vie cachée des nounours
- Rouge et Mimosa
- Léda, la Rose rose et le scarabée
- Nature Morte avec femme
- Impasse
- Ailleurs